# Relais 4 × 100 mètres masculin aux championnats du monde d'athlétisme 2023
Pour des articles plus généraux, voir Championnats du monde d'athlétisme 2023 et Relais 4 × 100 mètres aux championnats du monde d'athlétisme.
Navigation
Eugene 2022 Tokyo 2025
L'épreuve du relais 4 × 100 mètres masculin des championnats du monde de 2023 se déroule les 25 et 26 août 2023 au sein du Centre national d'athlétisme à Budapest, en Hongrie.

## Qualification
Les 8 nations finalistes du relais 4 × 100 m masculin des championnats du monde 2022 sont automatiquement qualifiés pour ces championnats du monde 2023. Les autres nations sont qualifiées par le biais du classement mondial World Athletics, la période de qualification est comprise entre le 31 juillet 2022 et le 30 juillet 2023.

## Engagés
| - Japon - Canada - États-Unis - Royaume-Uni - Italie - Allemagne - France - Nigeria - Trinité-et-Tobago | - Suisse - Jamaïque - Brésil - Afrique du Sud - Pologne - Pays-Bas - Ghana - Hongrie |

## Résultats

### Séries
Les 3 premiers de chaque série (Q) et les 2 meilleurs temps (q) se qualifient pour la finale.
| Rang | Série     | pays                                                           | Athlètes                                                                | Temps | Notes |
| ---- | --------- | -------------------------------------------------------------- | ----------------------------------------------------------------------- | ----- | ----- |
| 1    | 2         | Italie                                                         | Roberto Rigali, Lamont Marcell Jacobs, Lorenzo Patta, Filippo Tortu     | 37.65 | Q, WL |
| 2    | 1         | États-Unis                                                     | Christian Coleman, Fred Kerley, Brandon Carnes, J.T. Smith              | 37.67 | Q     |
| 3    | 1         | Jamaïque                                                       | Ackeem Blake, Oblique Seville, Ryiem Forde, Rohan Watson                | 37.68 | Q, SB |
| 4    | 1         | Japon                                                          | Ryuichiro Sakai, Hiroki Yanagita, Yūki Koike, Abdul Hakim Sani Brown    | 37.71 | Q, SB |
| 5    | 2         | Afrique du Sud                                                 | Shaun Maswanganyi, Benjamin Richardson , Clarence Munyai, Akani Simbine | 37.72 | Q, SB |
| 6    | 1         | France                                                         | Méba-Mickaël Zézé, Pablo Matéo, Ryan Zézé, Mouhamadou Fall              | 37.98 | q, SB |
| 7    | 2         | Royaume-Uni                                                    | Jeremiah Azu, Adam Gemili, Jona Efoloko, Eugene Amo-Dadzie              | 38.01 | Q     |
| 8    | 2         | Brésil                                                         | Paulo André Camilo, Felipe Bardi, Erik Cardoso, Rodrigo do Nascimento   | 38.19 | q, SB |
| 9    | 2         | Nigeria                                                        | Favour Ashe, Usheoritse Itsekiri, Alaba Akintola, Seye Ogunlewe         | 38.20 | SB    |
| 10   | 2         | Canada                                                         | Aaron Brown, Jerome Blake, Brendon Rodney, Bolade Ajomale               | 38.25 |       |
| 11   | 2         | Suisse                                                         | Pascal Mancini, Bradley Lestrade, Felix Svensson (sv), Enrico Güntert   | 38.65 |       |
| 12   | 1         | Trinité-et-Tobago                                              | Omari Lewis, Jerod Elcock, Revell Webster, Devin Augustine              | 38.89 |       |
| 13   | 1         | Hongrie                                                        | Dominik Illovszky (de), Bence Boros (de), Dániel Szabò, Márk Pap        | 39.55 | SB    |
|      | 1         | Pays-Bas                                                       | Nsikak Ekpo, Taymir Burnet, Hensley Paulina, Raphael Bouju              | DNS   |       |
| 1    | Allemagne | Kevin Kranz, Lucas Ansah-Peprah, Joshua Hartmann, Yannick Wolf |                                                                         | DNS   |       |
| 2    | Pologne   | Adam Burda, Mateusz Siuda, Łukasz Żak, Dominik Kopeć           |                                                                         | DNS   |       |

### Finale
| Rang               | Couloir | Pays            | Athlètes                                                               | Temps   | Notes |
| ------------------ | ------- | --------------- | ---------------------------------------------------------------------- | ------- | ----- |
| Médaille d'or      | 8       | États-Unis      | Christian Coleman, Fred Kerley, Brandon Carnes, Noah Lyles             | 37 s 38 | WL    |
| Médaille d'argent  | 5       | Italie          | Roberto Rigali, Marcell Jacobs, Lorenzo Patta, Filippo Tortu           | 37 s 62 | SB    |
| Médaille de bronze | 6       | Jamaïque        | Ackeem Blake, Oblique Seville, Ryiem Forde, Rohan Watson               | 37 s 76 |       |
| 4                  | 4       | Grande-Bretagne | Jeremiah Azu, Zharnel Hughes, Adam Gemili, Eugene Amo-Dadzie           | 37 s 80 | SB    |
| 5                  | 9       | Japon           | Ryuichiro Sakai, Hiroki Yanagita, Yūki Koike, Abdul Hakim Sani Brown   | 37 s 83 |       |
| 6                  | 3       | France          | Méba-Mickaël Zézé, Pablo Matéo, Ryan Zézé, Mouhamadou Fall             | 38 s 06 |       |
| 7                  | 7       | Afrique du Sud  | Shaun Maswanganyi, Benjamin Richardson, Clarence Munyai, Akani Simbine | DNF     |       |
|                    | 2       | Brésil          | Rodrigo do Nascimento, Jorge Vides, Erik Cardoso, Felipe dos Santos    | DQ      |       |

## Légende
Records et Performances
- AR : Record continental (area record)
- CR : Record des championnats (championship record)
- MR : Record du meeting (meet record)
- NR : Record national (national record)
- OR : Record olympique (olympic record)
- PR : Record paralympique (paralympic record)
- PB : Record personnel (personal best)
- SB : Meilleure performance personnelle de la saison (season's best)
- WL : Meilleure performance mondiale de l'année (world leader)
- WJR : Record du monde junior (world junior record)
- WR : Record du monde (world record)

Circonstances et Conditions
- DNF : N'a pas terminé (did not finish)
- DNS : N'a pas pris le départ (did not start)
- DQ : Disqualification (disqualification)
- NM : Aucun essai valable enregistré (No Mark)
- Q : Qualifié « directement » au prochain tour (ou à la prochaine compétition), lors d'une compétition majeure, grâce au classement ou à la réalisation des minima (automatic qualifier)
- q : Qualifié au prochain tour (ou à la prochaine compétition), lors d'une compétition majeure, grâce au repêchage ou à la réalisation de l'une des meilleures performances parmi celles des « non qualifiés directement » (grâce au meilleur temps ou à la meilleure distance par exemple) (secondary qualifier)